# Ōe no Masafusa
Ōe no Masafusa (大江匡房?; 1041 – 7 dicembre 1111) è stato un poeta e scrittore giapponese waka e un kugyō (uomini più potenti legati alla corte dell'imperatore del Giappone) del tardo periodo Heian.

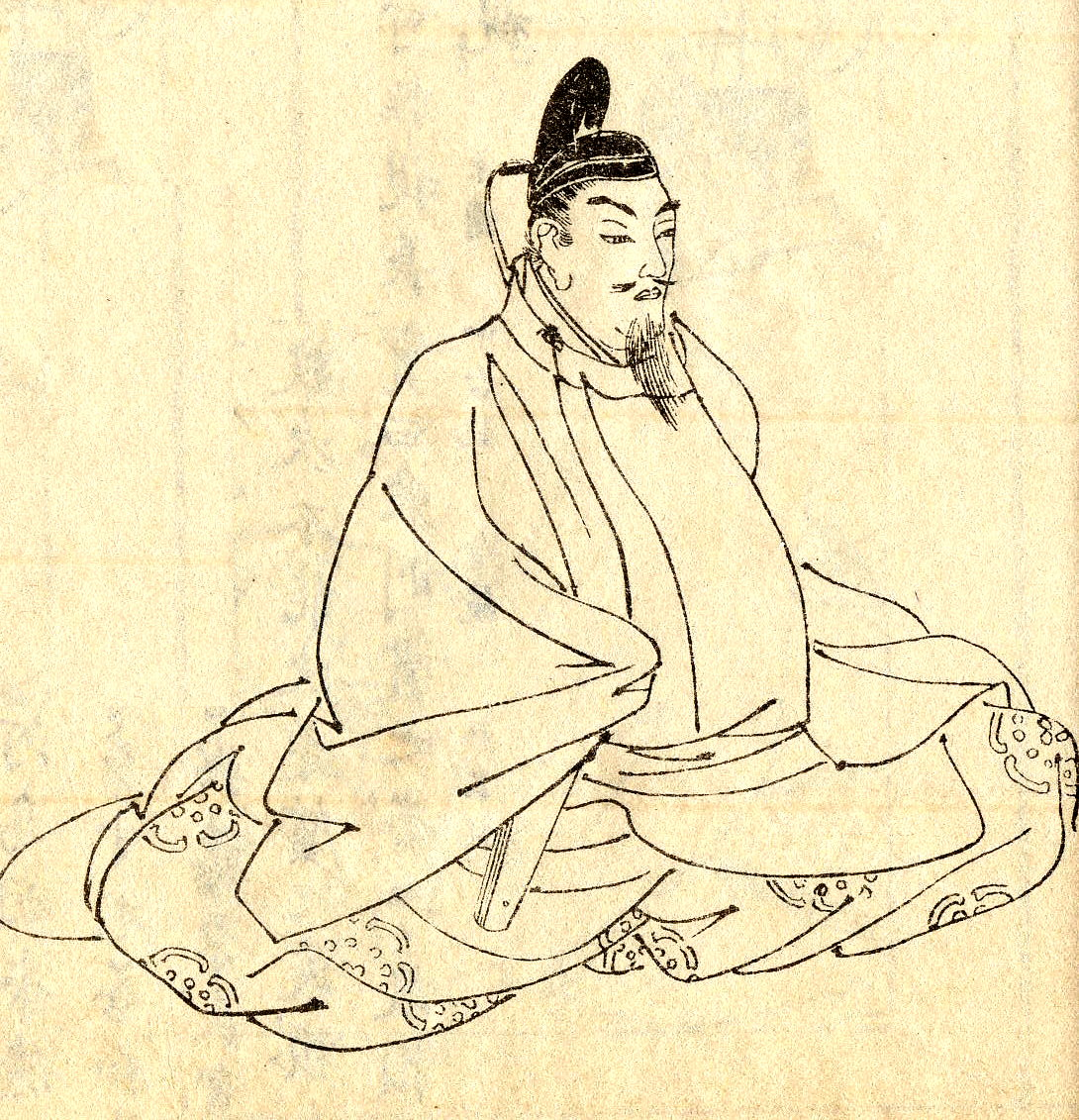
Un'immagine di Ōe no Masafusa disegnata nel XIX secolo da Kikuchi Yōsai

Era il pronipote dei poeti Ōe no Masahira e Akazome Emon. Suo padre era Ōe no Narihira, rettore del Daigaku-ryō (un'antica istituzione educativa imperiale in Giappone) e sua madre era la figlia di Tachibana no Takachika. Ha raggiunto il grado di Shōnii (正二位?, Secondo grado senior) e Gonchūnagon. Era conosciuto anche come Gō no Sochi (江帥). Masafusa divenne principalmente noto per essere l'autore del Gōke Shidai, che è una delle fonti più preziose di informazioni storiche relative alle funzioni pubbliche e ai cerimoniali dell'XI secolo.

## Biografia
Secondo la sua autobiografia, iniziò a imparare a scrivere all'età di 4 anni e all'età di 11 anni era considerato un bambino prodigio , a 18 anni aveva già imparato la composizione poetica al Daigaku-ryō . Nel 1060 ricevette il grado di Jugoinoge e gli fu assegnata una posizione all'interno dello Shikibu-shō.
Poco dopo, insoddisfatto del suo status poiché non era stato nominato a un posto di governo di rilievo, prese in considerazione l'idea di ritirarsi e diventare un monaco buddhista, tuttavia l'allora Chūnagon Fujiwara no Tsunetō riuscì a convincerlo a non farlo. Accettando il suggerimento di Tsunetō, decise di diventare un servitore del principe Takahito (futuro imperatore Go-Sanjō) e fu incaricato come Tōgū Gakushi (tutore) del principe imperiale. Quando l'imperatore Go-Sanjō salì al trono nel 1068, Masafusa fu promosso Goikurodo e membro del Nakatsukasa-shō (ministero centrale), in seguito nominato Ushōben e nominato tutore del principe Sadahito (futuro imperatore Shirakawa).
Nel 1073, in occasione dell'ascesa al trono dell'imperatore Shirakawa, Masafusa divenne suo confidente e fu promosso a sadaiben, direttore del kageyushi e dello shikibu Taifu. Nel 1086 fu elevato al rango di jusanmi (従三位?, Terzo grado junior), nel 1088 a quello di sangi e fu chūnagon nel 1094. Nel 1098 fu assegnato come Dazaigon no Sochi della provincia di Tsukushi e gli conferì il rango di junii (従二位?, Secondo grado junior). Alla fine divenne ministro delle finanze nel 1111 ma morì pochi mesi dopo.
Durante il regno dell'imperatore Shirakawa, sia Masafusa che Fujiwara no Korefusa e Fujiwara no Tamefusa erano considerati i suoi migliori vassalli e ricevettero il soprannome di Mae no San-fusa (前の三房?), perché tutti e tre possedevano il kanji fusa (房) nei loro nomi. Era anche un vassallo dell'imperatore Go-Sanjo e aveva un rapporto amichevole con il Kampaku Fujiwara no Moromichi.
Uno dei suoi studenti nell'arte della guerra era Minamoto no Yoshiie.

## Opere
Masafusa era considerato un grande studioso durante l'era Heian e le sue abilità sono eguagliate solo da Sugawara no Michizane. Apparteneva a una famiglia di accademici appartenenti al clan Ōe e scrisse un gran numero di opere letterarie tra le quali spiccano:
- Gōke Shidai (江家次第) (inizio del XII secolo)
- Gōto Tokugan Monshū (江都督願文集) (dalla metà alla fine dell'XI secolo)
- Yujoki (遊女記)
- Kairaishiki (傀儡子記)
- Rakuyo Dengakuki (洛陽田楽記)
- Zoku Honchō Ōjōden (続本朝往生伝)
- Gōdanshō (江談抄)
- Rōei gōchū (朗詠江註; un commento a Wakan rōeishū di Fujiwara no Kintō)
- Honchō shinsenden (本朝神仙伝)

Masafusa partecipò a vari uta-awase (gare di waka) nel 1078 e nel 1094. Appare per la prima volta nell'antologia imperiale Goshūi Wakashū. Nello Shika Wakashū, è il terzo poeta con le poesie di maggior successo dopo Sone no Yoshitada e Izumi Shikibu. Masafusa è citato in una registrazione di conversazione fatta da Fujiwara no Sanekane e chiamata Ōdanshō (江談抄). Una delle sue poesie è inclusa nell'antologia poetica Ogura Hyakunin Isshu:
(Hyakunin Isshu n.73)